# Wolfgang Hauner
Wolfgang Hauner (* 27. September 1961 in München) ist seit 1. Juli 2008 Fußballabteilungsleiter des TSV München von 1860 e.V. Zuvor war er von 1993 bis 2007 und zeitgleich von 2004 bis 2007 Vizepräsident. 
Von 1986 bis 1993 war er als Jugendleiter beim FV Hansa Neuhausen (einem kleinen Verein im Münchner Westen) tätig. In dieser Zeit baute er die brachliegende Nachwuchsarbeit neu auf. Ende 1993 spielten rund 150 Nachwuchsspieler in neun Altersklassen (F- bis B-Junioren) zum Teil in höheren Spielklassen.
Von Juni 1993 bis Juni 1996 war er Junioren-Geschäftsführer, zusätzlich Vertreter von Juniorenleiter Eckhard Morcinek, ab Juni 1996 Juniorenleiter. Im April 2004 wurde er vom Aufsichtsrat des TSV 1860 als Vizepräsident bestellt und im November 2004 von der Delegiertenversammlung bestätigt. Nach den Rücktritten von Karl Auer als Präsident am 17. März 2006 sowie zuvor von Vizepräsident und Schatzmeister Leonhard Rossmann (1. März 2006) war Hauner für acht Tage letztes verbliebenes Präsidiumsmitglied. Bei der Neubestellung des Präsidiums am 24. März 2006 wurde Wolfgang Hauner vom Aufsichtsrat erneut als Vizepräsident bestellt.
Im Präsidium war er schwerpunktmäßig für den sportlichen Bereich sowie den Nachwuchs, aber auch für die Vereinskoordination mit den Abteilungen sowie die Fanarbeit zuständig.
Mit Ablauf der dreijährigen Legislaturperiode stellte sich Hauner im März 2007 nicht mehr für eine weitere Präsidiumsmitarbeit zur Verfügung. Im Januar 2008 wurde er Nachfolger von Georg Auer als Jugendbeauftragter der Fußballabteilung, bevor er am 1. Juli 2008 als Abteilungsleiter die Nachfolge von Andreas Kemmelmeyer, der zuvor rund 5 Jahre als Leiter und zwei Jahre als Stellvertreter die Fußballabteilung des TSV München von 1860 e.V. geführt hatte. 
Beruflich trat er im Mai 1981 in den Bundesgrenzschutz ein. Der Polizeihauptkommissar ist seit 1993 Pressesprecher der Bundespolizei am Münchner Hauptbahnhof.
| Personendaten    | Personendaten                                                                 |
| ---------------- | ----------------------------------------------------------------------------- |
| NAME             | Hauner, Wolfgang                                                              |
| KURZBESCHREIBUNG | deutscher Polizist, Vizepräsident des Fußballvereins TSV München (1860 e. V.) |
| GEBURTSDATUM     | 27. September 1961                                                            |
| GEBURTSORT       | München                                                                       |